# Dzong Simtokha
Le dzong Simtokha est un monastère bouddhiste fortifié de type dzong situé près de la ville de Thimphou, la capitale du Bhoutan. Il a été fondé en 1629 par  Shabdrung Ngawang Namgyal, l'unificateur du pays. Il s'agit du premier du genre construit dans le pays. Cet ancien monastère bouddhiste est un monument historique important qui abrite aujourd'hui l'un des principaux instituts d'apprentissage de la langue dzongkha. Il a été rénové récemment.

## Situation
Le dzong est situé sur un emplacement stratégique en matière de sécurité. Construit sur une crête proéminente qui surplombe la vallée de Thimphou, il commande les routes menant au col de Dochula et à la partie est du Bhoutan. La forteresse est située à environ 5 kilomètres au sud de la capitale du Bhoutan, Thimphou  .

## Histoire
Le dzong Simtokha a été construit en 1629 par Shabdrung Ngawang Namgyal. Un dzong fonctionne à la fois comme un centre monastique et comme un centre administratif. Le dzong Simtokha est le plus ancien à s'être maintenu dans sa forme originale . C'est Namgyal qui a initié au Bhoutan ce concept de monastère-forteresse .
Dans le passé, cinq lamas se sont opposé aux pratiques bouddhistes du dzong contrôlé par Shabdrung. Ils se sont alliés à des troupes Tibétaines et ont organisé une attaque contre la forteresse. L'attaque échoua et Palden Lama, le chef des attaquants, mourut dans la bataille.
Le dzong fut également attaqué par les Tibétains en 1630. L'assaut fut d'abord couronnée de succès jusqu'à ce qu'une partie du bâtiment prenne feu ; le toit s'effondrant, toutes les forces d'invasion périrent .
Les premiers travaux de rénovation et d'agrandissement du dzong furent achevés en 1670 sous le gouvernement de Mingyur Tenpa, le troisième Druk Desi (régent). Le bâtiment a ensuite subi de nombreuses rénovations au cours des années suivantes, la plus récente a été réalisée par des architectes japonais .
La légende raconte que le dzong permettait de se protéger d'un démon caché dans un rocher près du site. Le nom de « Simtokha » provient de simmo, signifiant « démon » et de do, signifiant « pierre » .

### Époque contemporaine
Le troisième Druk Gyalpo, Jigme Dorji Wangchuck, y a créé une école bouddhiste de linguistique, conformément au vœu émis par la reine Mayum Choying Wangmo Dorje en 1961 .
Le 17 août 2019, le Premier ministre du Bhoutan Lotay Tshering et le Premier ministre indien Narendra Modi ont tenu une réunion officielle et effectué une cérémonie d'échange de documents dans la forteresse. C'était la première fois que le monument était utilisé comme siège de la diplomatie internationale .

## Caractéristiques

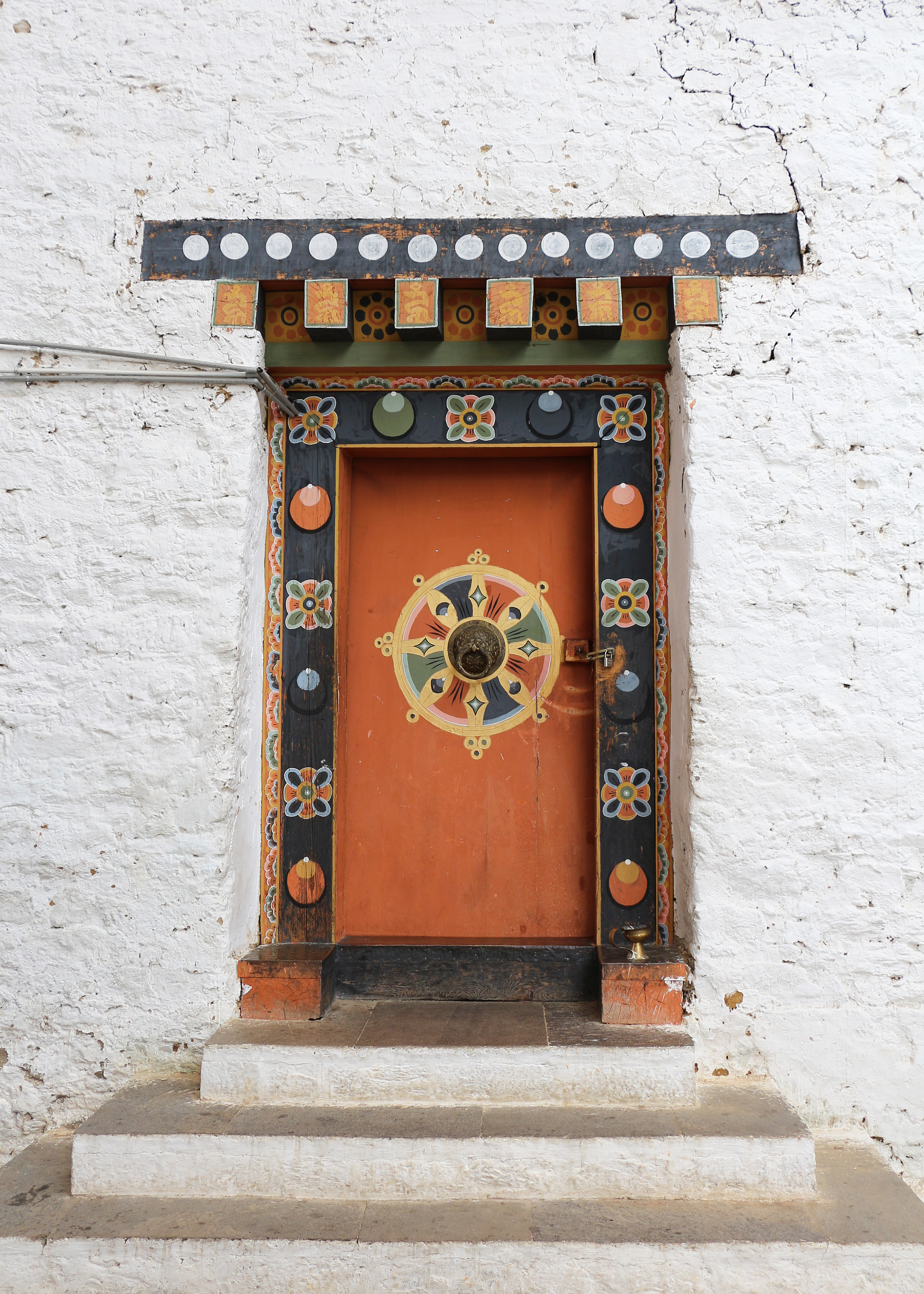
Une des portes d'entrée de la forteresse.

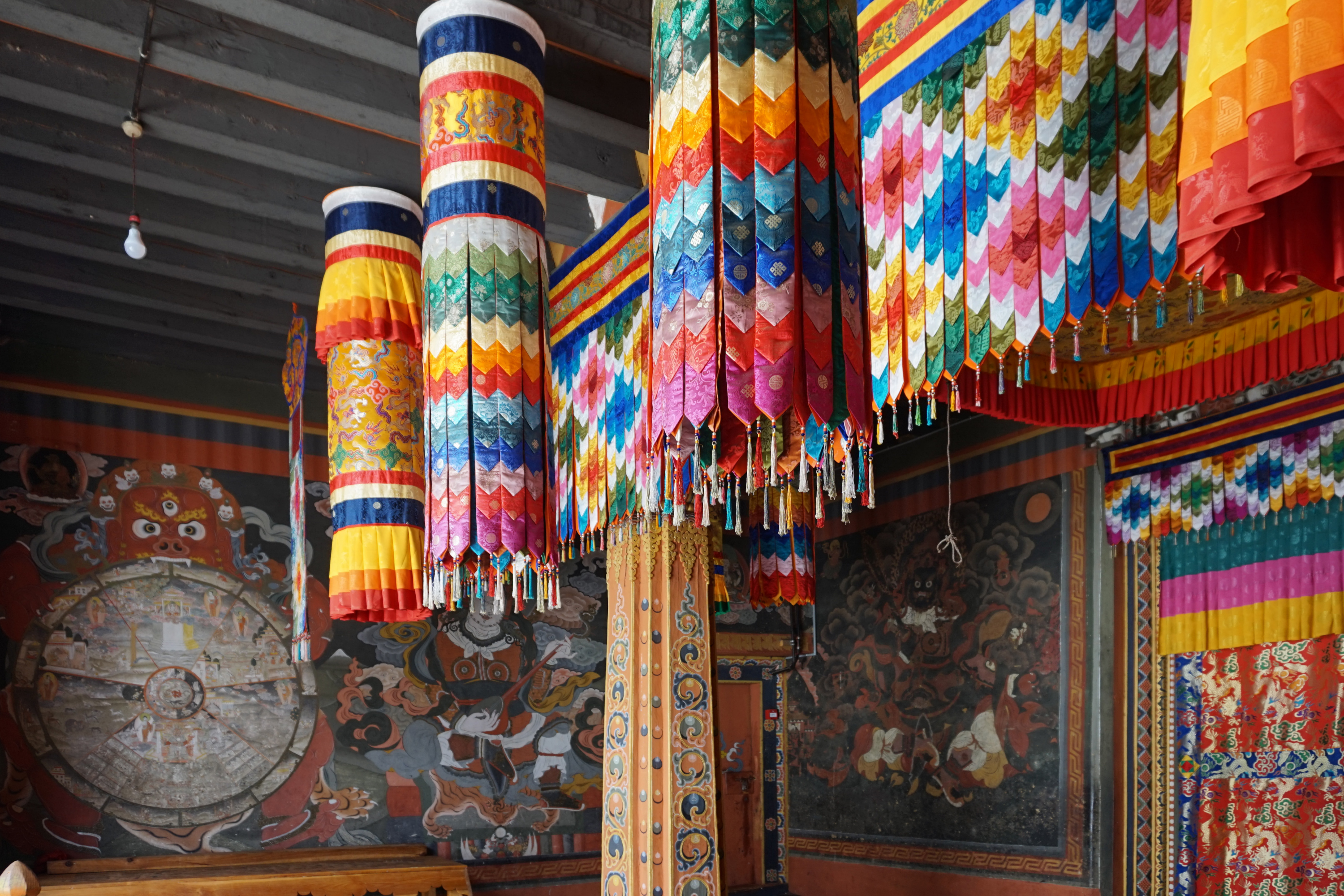
Décors à l'intérieur du dzong.

Le dzong couvre une superficie d'environ 60 m² et ne possède qu'une seule porte d'entrée au sud (alors qu'autrefois celle-ci se trouvait à l'ouest). Le bâtiment s'élève sur trois étages. L'extérieur du niveau inférieur est couvert de moulins à prières et l'on y trouve une série de 300 sculptures en ardoise représentant des saints et des philosophes. Le lhakhang (temple) principal possède une grande effigie de Sakyamuni ( Bouddha ), avec des représentations de huit bodhisattvas des chaque côtés. Les nombreuses peintures murales sombres figurant à l'intérieur du lhakhang seraient les plus anciennes du Bhoutan. La chapelle située à l'ouest du temple principal est décorée par des représentations de Chenresig. On trouve aussi une représentation de Shabdrung Ngawang Namgyal, le fondateur du dzong, qui a été nettoyée en 1995 mais qui présente encore des signes de dégradation. Des chapelles sont dédiées à Yeshe Goennpo (Mahakala) et Pelden Lhamo, les divinités protectrices du Bhoutan .
Le mandala cosmique du dzong est considéré comme exceptionnel dans le genre de la peinture murale himalayenne. Il s'agit d'un décore circulaire peint au plafond de la salle de réunion appelée Tshogdu. Celui-ci se trouve à l'intérieur d'un carré évoquant des chaînes de montagnes aux carrés concentriques jaunes. Les cercles à l'intérieur ont tous des couleurs différentes, ce qui et sont associés aux douze mois de l'année. Le mouvement du soleil est représenté par une ellipse rouge brique. Les lunes figurent également .